# Északi barnaarcú gibbon
Az északi barnaarcú gibbon (Nomascus annamensis) egy nemrégiben felfedezett gibbonfaj.

## Előfordulása
Az északi barnaarcú gibbon Vietnám, Laosz és Kambodzsa területén fekvő esőerdőkben honos.

## Megjelenése
Ez a gibbonfaj hasonlít az aranyarcú gibbonra. A hímek fekete szőrzettel rendelkeznek, amely napfényben ezüstösen csillog. Pofájuk két oldalt barna színezetű. A nőstények ugyanakkor egész testükön narancsos-barna színezetű bundát viselnek.

## Életmódja
Élete jelentős részét a fákon tölti. Táplálkozása főleg levelek, gyümölcsök, virágok, néha rovarokból áll. Védettségi állapota nincs értékelve.